# 潘承洞
潘承洞（1934年5月26日—1997年12月27日），男，江苏苏州人，中国数学家，中科院院士，曾任山东大学校长。第五、六、七、八届全国人大山东地区代表。

## 生平
1952年毕业于苏州桃坞中学（美国基督教圣公会创办的教会学堂，后成为上海圣约翰大学附属中学，严家淦、张青莲、刘元方、钱锺书、钱锺韩等先后就读于此）。
1956年毕业于北京大学数学力学系。1961年该系研究生毕业，师从闵嗣鹤。
1961年起，历任山东大学教授、校长兼数学研究所所长。
1991年，当选为中国科学院院士（数学物理学部）。1995年5月，中国数学会第七次代表大会在北京清华大学举行，会议选举产生了77名理事，并召开理事会第一次会议，他出任秘书长。
1997年12月27日在济南病逝。

## 学术贡献
潘承洞在30多年的教学生涯中，为本科生和研究生开设了10多门课程，并成功指导和培养了博士研究生13名，硕士研究生20名。博士包括：
- 于秀源（1983届）
- 展涛（1987届）
- 王炜（1987届）
- 蔡天新（1987届）
- 张文鹏（1988届）
- 李红泽（1990届）
- 王小云（1993届）
- 李大兴（1994届）
- 林家发（1994届）
- 郑志勇（1991届）
- 刘建亚（1995届）
- 蔡迎春（1995届）
- 翟文广（1996届）

潘承洞专长于解析数论的研究，尤以哥德巴赫猜想研究著名，与当代数学家华罗庚、王元、陈景润一起成为中国数论派的代表。他在从事哥德巴赫猜想的研究中，首先确定命题{1,C}中C的具体数值并证明命题{1,5}和{1,4}成立，此为证明命题{1,3}和{1,2}打下了基础。

## 纪念
2007年12月27日，为纪念潘承洞先生逝世十周年，潘承洞先生的铜像在山东大学威海分校落成。

## 家庭
胞弟潘承彪亦为数学家，两人曾合著出版数学专著《哥德巴赫猜想》。